# CISC
CISC (Complex Instruction Set Computing) betegner en retning inden for CPU-design, hvor maskininstruktionerne typisk er ret kraftfulde (komplekse), så en assemblerprogrammør kun skal bruge et mindre antal instruktioner for at udføre en opgave. Et mellemliggende program indbygget i processoren – det såkaldte mikroprogram – udnytter CPU-ens hardware på mange måder og kan få en ret enkel og billig hardware til at fremtræde som i stand til mere, end den strengt har kapacitet til. F.eks. kan den foregive at kunne udføre kompleks aritmetik eller at have flere registre, end der fysisk er til stede. 
Retningen blev for alvor udbredt med IBM's S/360 serie fra 60'erne. Kulminationen på denne retning var Digital VAX (Virtual Address eXtensions) fra midten af 70'erne og ideen forblev dominerende op til midten af 80'erne, hvor RISC-arkitekturerne fik en fremtrædende rolle.
Det mest kendte eksempel på denne retning er serien kaldet Intel x86 eller tilsvarende.